# ガールズちゃんねる
ガールズちゃんねるは、株式会社ジェイスクエアードが運営する電子掲示板（匿名掲示板）。「女性メディアとして国内最大級のアクセス数」をうたっている。

## 概要
2012年11月に「女子のためのおしゃべりコミュニティ」として開設された。2020年3月には月間10億ページビューを突破した。
通称は「ガルちゃん」。また、ガールズちゃんねるのユーザーは「ガルちゃん民」と称される。遠野なぎこ、渡辺直美、水森かおり、六代目神田伯山、堀江貴文、元AKB48の指原莉乃らが利用者であることを公表している。
「トピックを投稿する」から自由にネタを投稿でき（管理人の審査によって投稿できない話題もある）、投稿に対するコメント（レス）が書き込める。トピックに書き込まれたコメントはプラスマイナスボタンで評価できる。コメントの書き込みはトピック投稿後から30日間のみ可能で、それを過ぎると書き込みできなくなり、プラスマイナスボタンも押せなくなる。
投稿されるトピックは、話題のニュースや投稿者による質問、テレビ実況、芸能人のゴシップなど多岐にわたる。ガールズちゃんねるの主要ユーザー層は、2ちゃんねる「鬼女板」（既婚女性板、略語「既女」に由来）のユーザーで、鬼女板の利用者がガールズちゃんねるに移行し、ユーザーが重複しているとされる。